# 戟叶圣蕨
戟叶圣蕨（学名：Dictyocline sagittifolia）为金星蕨科圣蕨属下的一个种。